# Inglewood – Live in California
Inglewood: Live in California – zapis koncertu zespołu Deep Purple, zarejestrowanego w Los Angeles 18 października 1968. Był to występ wspierający zespół Cream podczas ich pożegnalnego tournée Farewell Tour, równocześnie jeden z nielicznych koncertów prezentujących linię Mark I, wydany w roku 2002 przez Purple Records.

## Lista utworów
| 1. | "Hush" (Joe South)                                                       | 4:44  |
|    |                                                                          |       |
| 2. | "Kentucky Woman" (Neil Diamond)                                          | 5:01  |
|    |                                                                          |       |
| 3. | "Mandrake Root" (Rod Evans, Ritchie Blackmore, Jon Lord)                 | 10:10 |
|    |                                                                          |       |
| 4. | "Help!" (John Lennon, Paul McCartney)                                    | 6:19  |
|    |                                                                          |       |
| 5. | "Wring That Neck" (Blackmore, Nick Simper, Lord, Ian Paice)              | 6:40  |
|    |                                                                          |       |
| 6. | "River Deep – Mountain High" (Phil Spector, Jeff Barry, Ellie Greenwich) | 9:44  |
|    |                                                                          |       |
| 7. | "Hey Joe" (Billy Roberts)                                                | 7:57  |
|    |                                                                          |       |
|    |                                                                          | 50:35 |
|    |                                                                          |       |

## Skład zespołu
- Rod Evans – śpiew
- Ritchie Blackmore – gitara
- Nick Simper – gitara basowa, śpiew towarzyszący
- Jon Lord – organy Hammonda, śpiew towarzyszący
- Ian Paice – perkusja, instrumenty perkusyjne